# Bactra lancealana
Bactra lancealana es una especie de polilla del género Bactra, tribu Bactrini, familia Tortricidae. Fue descrita científicamente por Hübner en 1799.
La envergadura es de unos 11–20 milímetros. Se distribuye por Europa: Alemania.